# 니콜로 2세 데스테 디 페라라 변경백
니콜로 2세 데스테 디 페라라 변경백(이탈리아어: Niccolò II d'Este, Marchese di Ferrara: 1338년 - 1388년 3월 26일)는 1361년부터 사망할 때까지 페라라와 모데나, 파르마의 군주이다.
그는 1317년부터 1352년까지 페라라를 통치한 오비초 3세의 아들이다. 그는 알도브란디노 3세에게서 영지를 받은 후, 베르나보 비스콘티에 맞서 베로나, 파도바, 만토바와 동맹을 맺었으며, 비테르보에서 회의를 갖은 후 그는 또한 교황 우르바노 5세의 지지를 얻어냈다.
니콜로의 통치 기간에 페라라는 예술의 도시로서의 평판을 얻기 시작하였다. 그는 1385년 반란 후 에스텐세 성의 건축을 바로톨리노 다 노바라에게 의뢰했다.

## 자료
- L. A. 무라토리. Delle antichità Estensi. 1717, Modena;
- G. B. Pigna. Historia dei Principi d'Este. 1570, Ferrara.
- Antonio Menniti Ippolito, Este, Alberto V d’, in Dizionario Biografico degli Italiani, XLIII, Roma 1993, pp. 295–297.

| 전임 알도브란디노 3세 | 페라라 변경백 1361년 - 1388년 | 후임 알베르토 |